# التراث السوداني

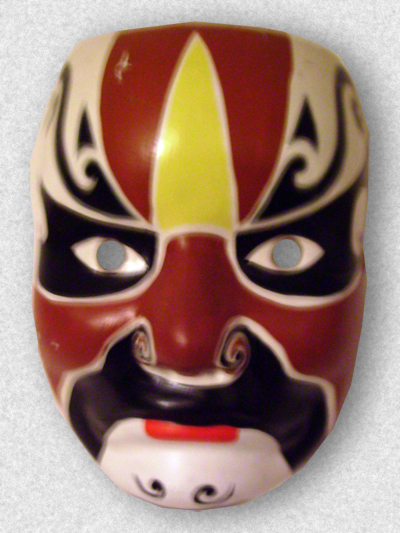
صورة لتوضيح الفلكلور

التراث السوداني يتمتع السودان برصيد من التراث الشعبي التقليدي (يسمى أيضًَا بالفلكلور الشعبي) الذي يمثل خليطًا عربيًا إفريقيًا شكّل في المحصلة الوجدان السوداني. ومن الصحيح أن المساحة الجغرافية الواسعة للسودان، أدّت إلى اختلاف الفنون الشعبية من منطقة إلى أخرى، إلا أنها تشترك بصورة عامة بدلالتها على مجتمع قبلي، يبدو أن المدنية تعثّرت في طريقها إليه.

## الفلكلور
الفلكلور هو مجموعة الفنون القديمة والقصص والحكايات والأساطير المنحصرة ضمن عادات وتقاليد مجموعة سكانية معينة في بلد ما. تُنقل المعارف المتعلقة بالفلكلور من جيل إلى جيل آخر عن طريق الرواية الشفهية غالباً، وقد يقوم كل جيل بإضافة أشياء جديدة أو حذف أشياء لتتوافق في النهاية مع واقع حياته التي يعايشها وهذا الإبداع ليس من صنع فرد ولكنه نتاج الجماعة الإنسانية ككل في مجتمع ما.

## الرقصات الشعبية
تاريخ بعض الرقصات تعود إلى القرن الثامن عشر، مثل رقصة «الكمبلا» التي تمارس عند نضوج الصبية. أو رقصة «الصقرية» أو رقصة العروس وغيرها من الرقصات التي ترتبط كل واحدة منها بمنطقة جغرافية منطقة جنوب كردفان عاصمتها كادقلي

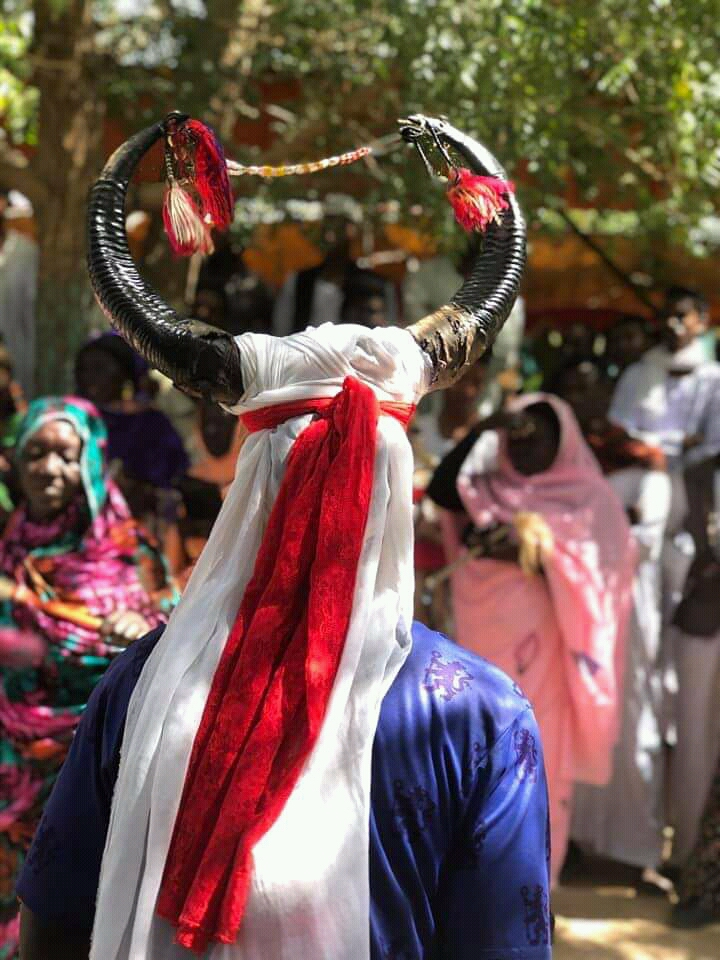
الرقص الشعبي في السودان -ثقافة قبيلة البقارة في الرقص الشعبي

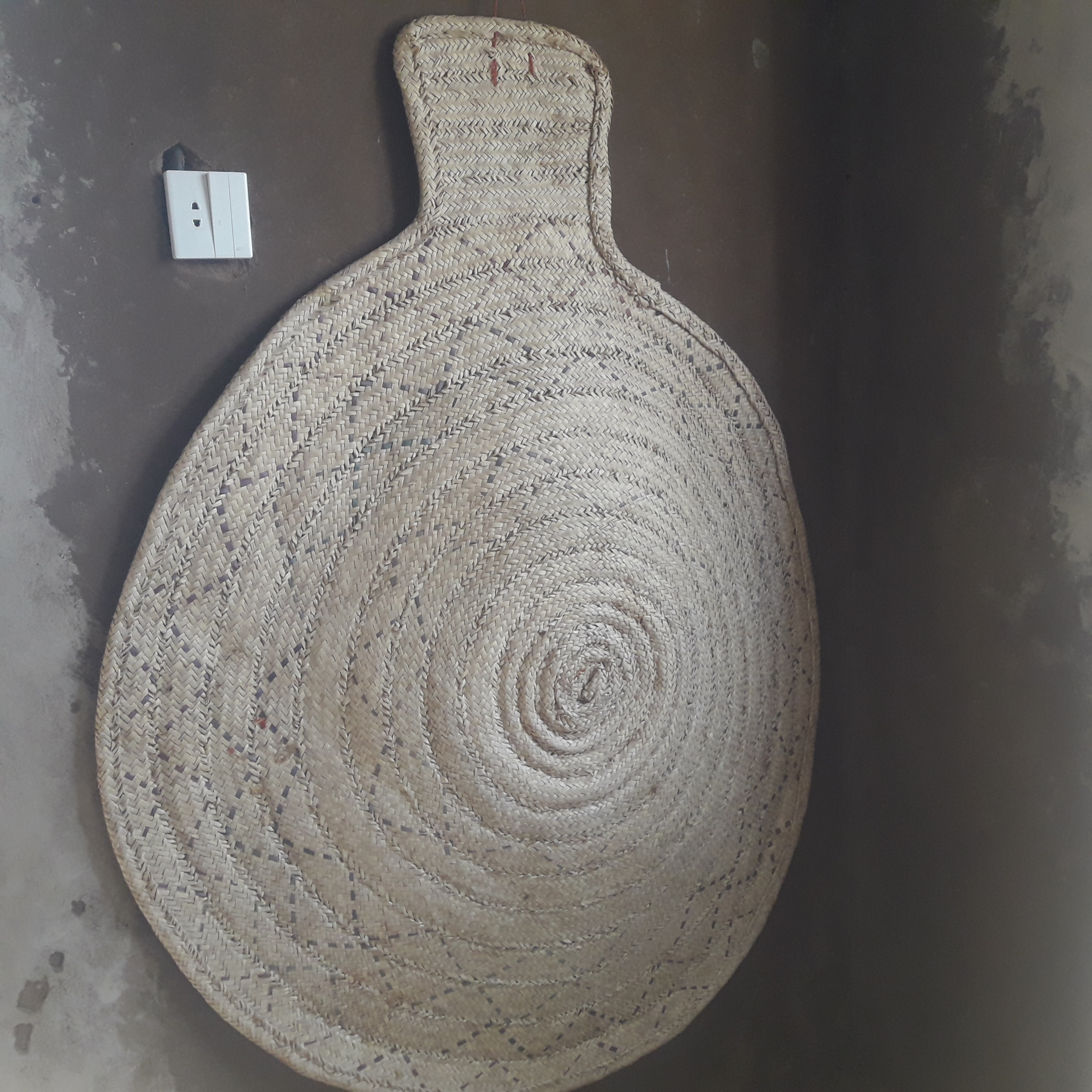
برش سوداني

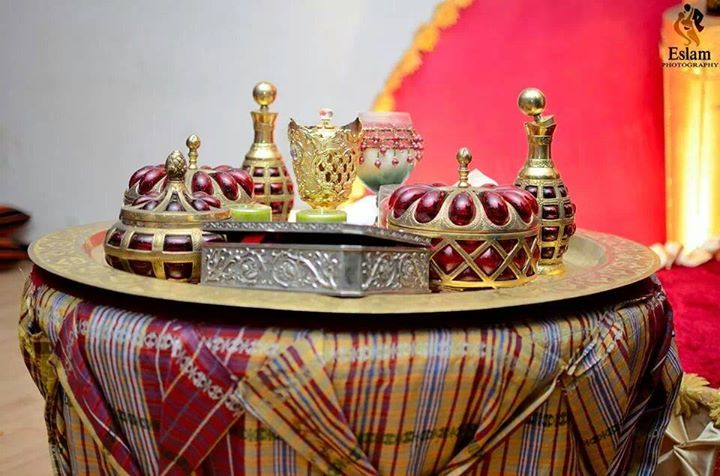
صينية جرتق

والناظر في الرقصات القديمة التي تعود إلى الظهور في المجتمع السوداني، لن تفوته الدلالات الاجتماعية التي تحملها، فبعض الرقصات مثل «كليبو» و«شوشنقا» خاصّة بالنساء، وتتعلق بتحضيرهن للزواج أو تحفيزهن على الإغراء من طريق رمي مبالغ نقدية على الراقصات.

## الآلات التراثية

### الدلوكة (الدف)

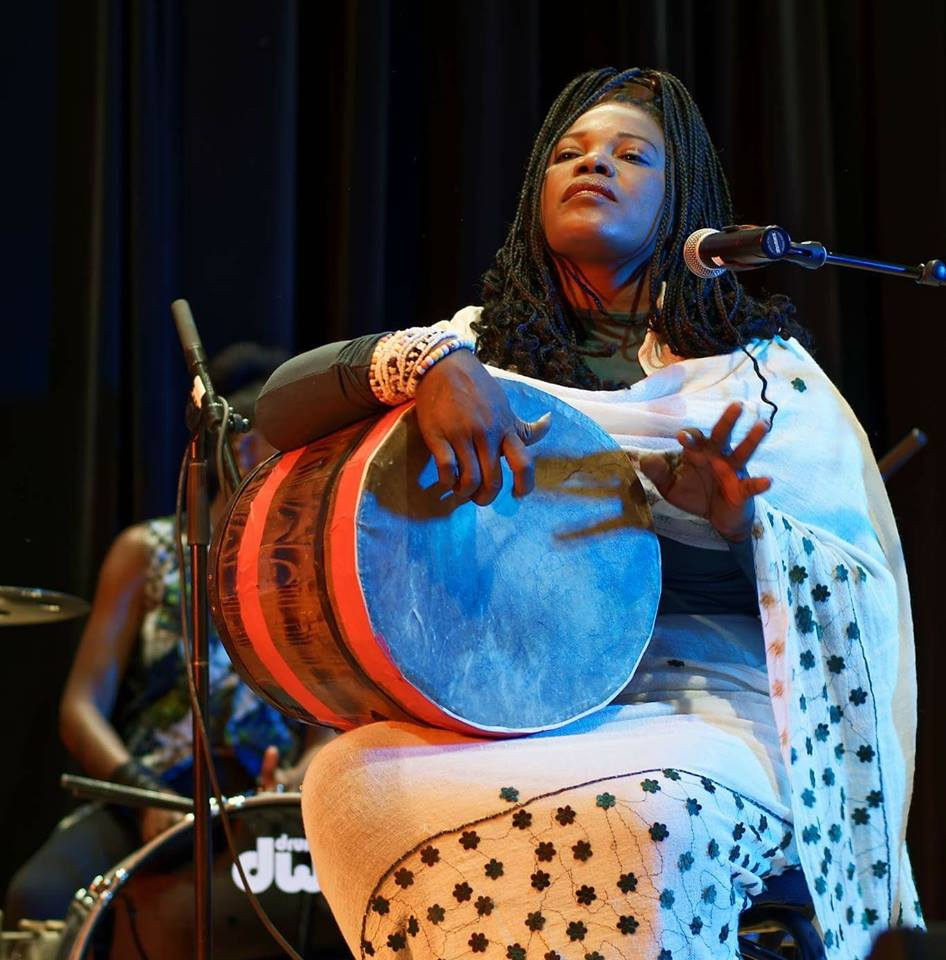
مغنيه ودلوكة

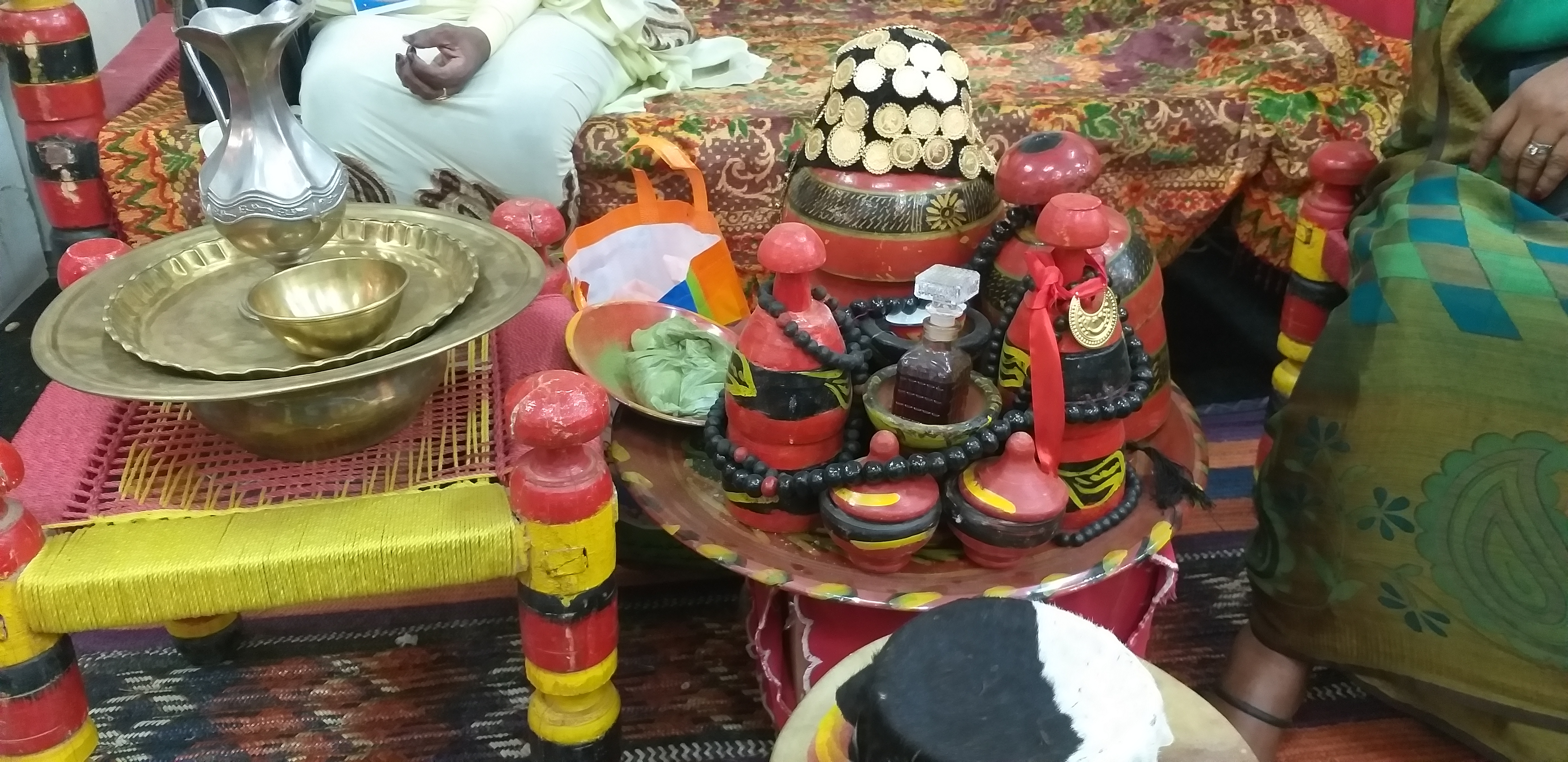
تراث طقوس الزواج

الدلوكة من التراث الشعبي السوداني الأصيل وارتبطت بالغناء الشعبي منذ القدم ويقال إن الهنود أدخلوها إلى السودان وكانت مصنوعة من الخشب ومكسية بالجلد، ارتبطت الدلوكة بطبيعة الحال أيضا بالافراح السودانية حيث نجدها في رقيص العروس وغيره من الأفراح الأخرى وهي ثراث سوداني شعبي بحت نجدها لم تتاثر بوجود الآلات الحديثة حيث حافظت علي مكانتها وعلى بريقها الأخاذ حيث مازالت لها مكانتها الخاصة عند السودانيين ولا يمكن الاستغناء عنها في المناسبات السودانية الشعبية البحتة مثل الزواج والختان وغيرها من المناسبات.
لاسيما في طقس الجرتق  حيث تستخدم الدلوكة لإحياء الأجواء الاحتفالية ومرافقة الزغاريد والأغاني التقليدية التي تميز هذا الطقس البصري الغني  بالألوان.[بحاجة لمصدر]
تصنع الدلوكة من الجلود بعد سلخها وتنظيفها من الصوف ثم يتم دبغها بالملح ثم يشد الجلد في قاعدة من خلطة معينه من القش والطين الأخضر تشبه الفخار وبعد شد الجلد علي القاعدة يلصق ببعض المواد لكي يتم تثبيت الجلد جيدا في هذه القاعد وتترك في الشمس لكي تجف وبعد التجفيف تكون الدلوكة صالحة للاستعمال، قاعدة الدلوكة أثقل من الفخار إلا أنها أكثر عرضة للتلف والكسر والتشقق وذلك لأنها لاتعرض للنار، عند استعمال الدلوكة تحمي في النارأو الجمر وذلك لشد الجلد الذي يرتخي بفعل الرطوبة وبالتالي يعطي صوتا ليس رخيما وبعد أن تحمي تعطي صوتا جذابا قويا ولاتوضع الدلوكة لفترة طويلة علي الجمر لأن ذلك يعمل علي تلف الجلد المصنوعة منها الدلوكة. وتزين الدلوكة برسومات شعبية علي الجلد أو قاعدتها الفخارية لاضفاء بعدا" آخر لسحرها.

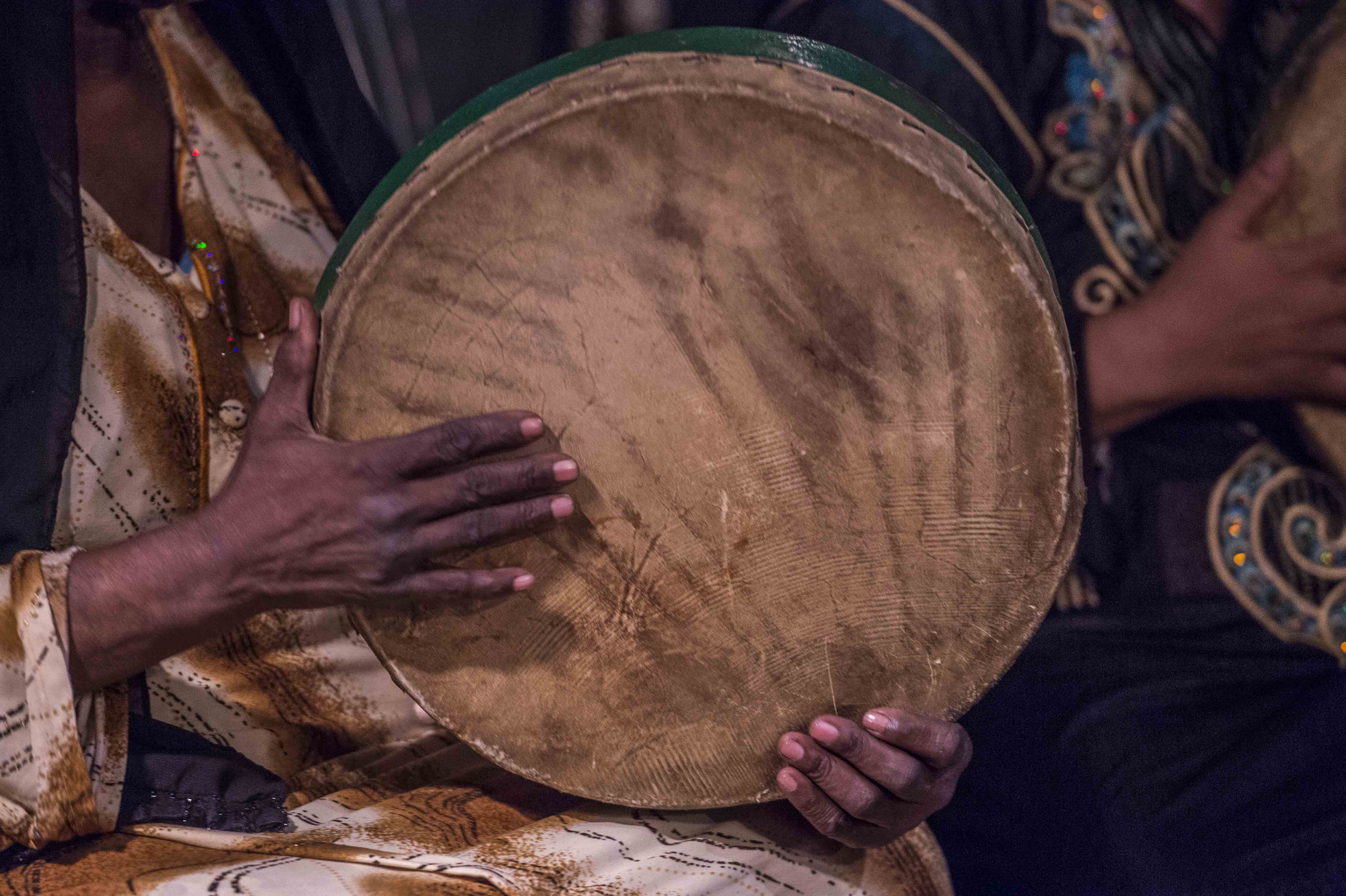
احد الالات الموسيقية المصنوعة محلياً من الجلد والمسمى بالدف أو الدلوكة

## فنانون تغنو للتراث السوداني

### عبد القادر سالم
يعتبر من الفنانين المهتمين بنشر الثقافة والفلكور السوداني بالتعاون مع فرقة الفنون الشعبية سابقا والتي تتبع لوزارة الثقافة والاعلام والتي جابت العالم اغلبه من اجل نشر والتعريف بتراثنا الثر والغالي والموسيقى السودانية والتي يعتبر جسرا من جسور التواصل بين الشعوب وايصالها للاخرين بالإضافة إلى فرق الفنون الشعبية القبلية المختلفة والتي تمثل تاريخ وثقافة هذا الشعب الكبير والذي يعكس عاداته وتقاليده وافكاره واغانيه مع اللهجات والافكار والزي الخاص بكل موضع من المواضع الاربعة، فعندما تسافر فرقة الفنون الشعبية التي تتبع لوزارة الثقافة والاعلام تشكل حضوراّ كبيرا وهي تعكس ارث وثقافة هذه الامة بموارثته الكبيرة والمتنوعة والتي يجب ان نحفظ تاريخ وجغرافية البلاد لان الموسيقى هي فرع من فروع العلوم الأخرى وهذا ليس حكرا لاهل الموسيقى، فالتراث جزء من فكر وتاريخ امه.

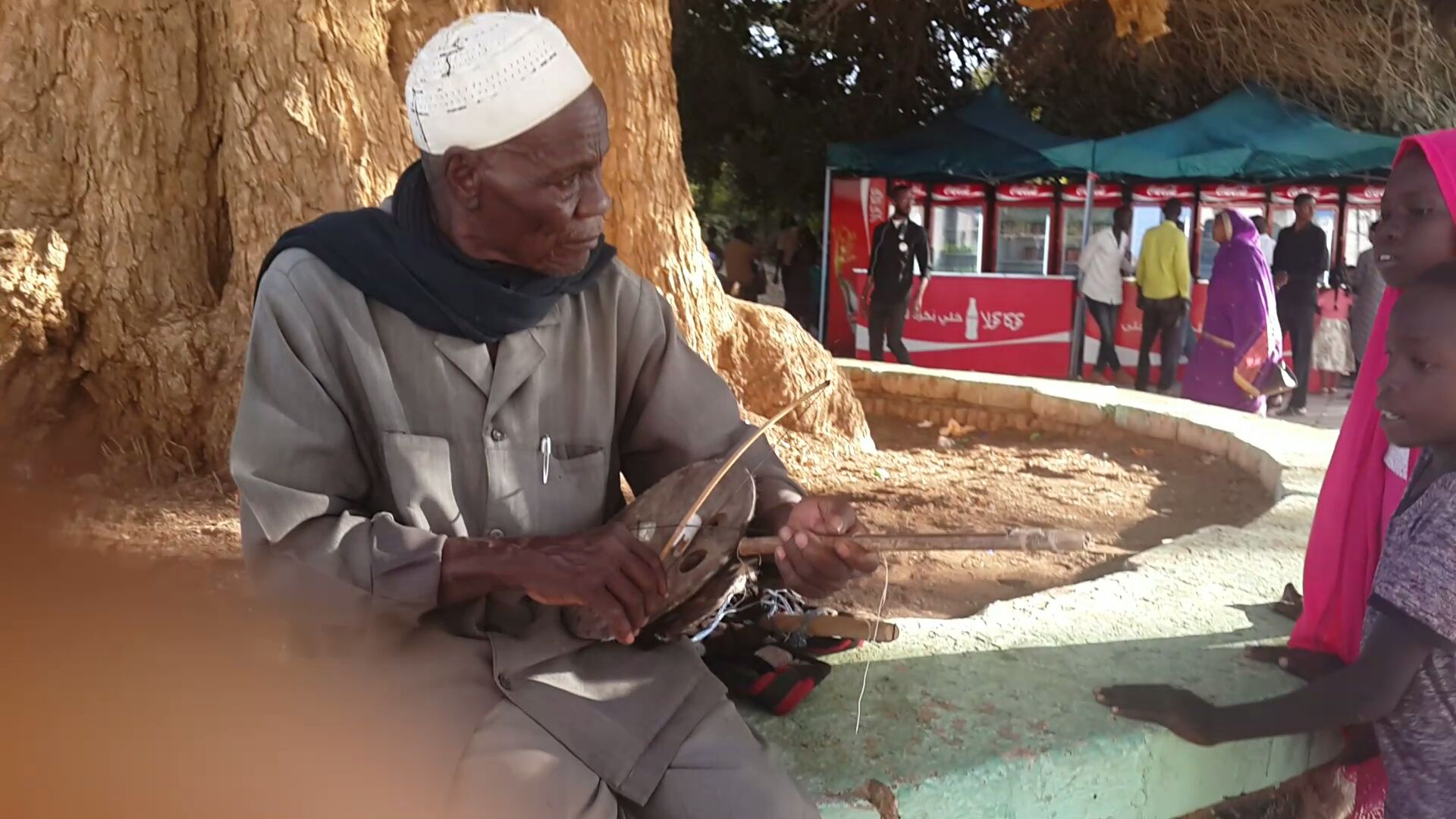

### عمر احساس
مطرب سوداني من جيل التجديد في الأغنية السودانية المستندة على التراث الإقليمي المحلي وقدم  لونية غنائية تقوم على الايقاعات الدارفورية. وهو واحد من الفنانين السودانيين  القلائل الذين جابوا العالم كرسل للموسيقى السودانية المعاصرة ونقلها إلى خارج نطاقها المحلي وتميز بمحاولاته في استيعاب موسيقى الراب والريجي ضمن أعماله الغنائية.

## الأواني التراثية القديمة

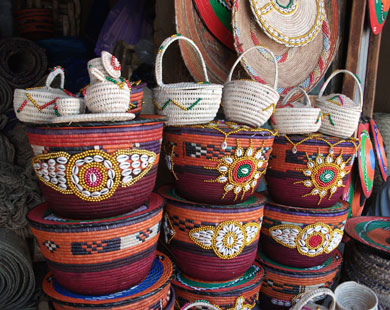
المندولة
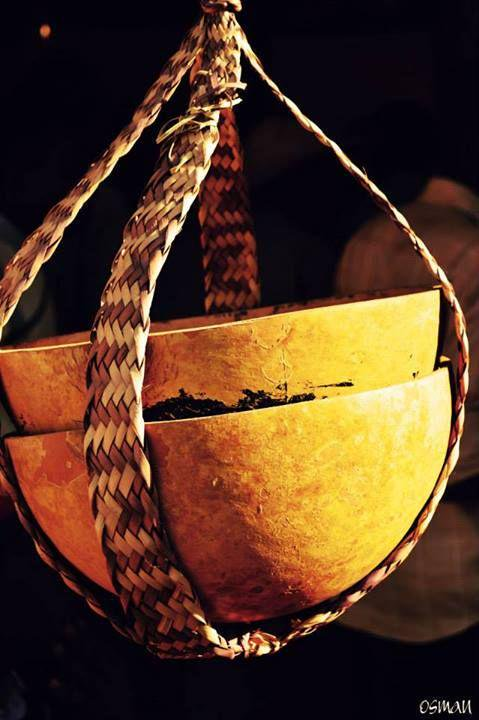
المشلعيب مع القدح
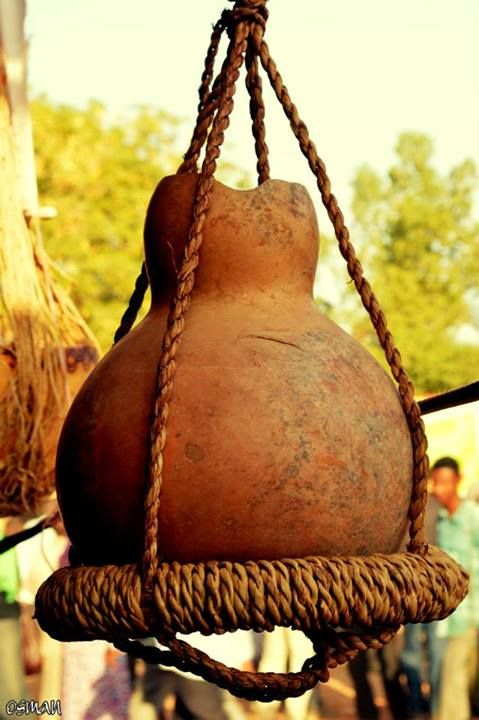
نوع اخر من المشلعيب مع القدح
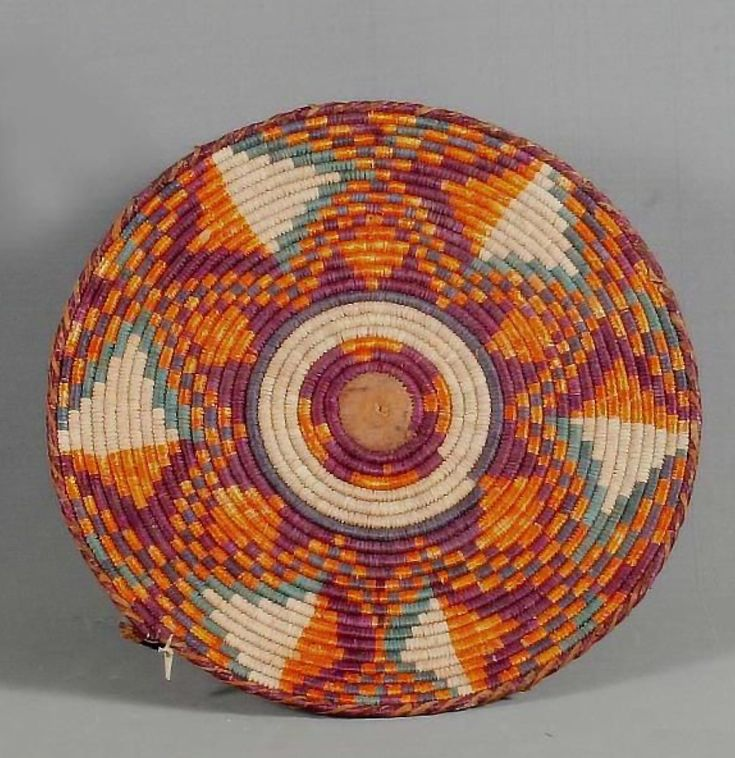
البرتال

## انظر أيضًَا
- قائمة مواقع التراث العالمي في إفريقيا
- الثوب السوداني
- المامبو السوادني
- الفلكلور